# 古柏街道
古柏街道，是中华人民共和国江苏省南京市高淳区下辖的一个乡镇级行政单位。

## 历史
原为古柏镇，2015年7月改为古柏街道。

## 行政区划
古柏街道下辖以下地区：
韩村、三保村、武家嘴村、唐翔村、双红村、卫棠村、永宋村、袁村、凤纬村、戴家城村、古柏村、江张村、段曲头村、丁檀村和联合村。